# O Rappa
O Rappa est un groupe de reggae brésilien, originaire de Rio de Janeiro, actif entre 1993 et 2018.

## Histoire

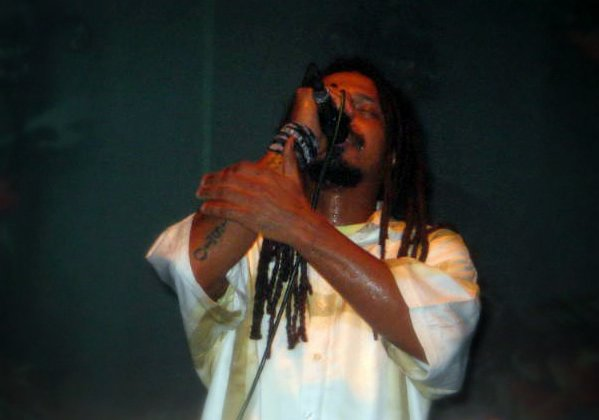
Le chanteur Marcelo Falcão.

En 1993, le chanteur de reggae Papa Winnie arrive au Brésil mais il n'a pas de groupe pour jouer de la musique et faire des concerts avec lui. Aussi il recrute immédiatement quatre personnes : Nelson Meirelles, Marcelo Lobato, Alexandre Menezes et Marcelo Yuka. Après les concerts de Papa Winnie, les quatre décident de rester ensemble, et recrutent un cinquième membre : Falcão, en tant que chanteur. En 1994, ils sortent leur premier album, sur Warner, O Rappa. Au début ils ne sont connus que dans les banlieues de la classe ouvrière de Rio de Janeiro. En 1996, ils sortent l'album Rappa Mundi. La plupart des titres sont des succès, dont en particulier la reprise de Hey Joe, un titre rendu célèbre par The Jimi Hendrix Experience. Cependant, ce n'est qu'à leur troisième album, Lado B Lado A, en 1999, que O Rappa gagne une vraie renommée, avec la vente de plus de 150 000 exemplaires de cet album. Le clip de leur chanson Minha Alma marque également son époque en remportant les Video Music Awards de MTV Brasil.
En 2000, O Rappa provoque « une commotion publique et beaucoup d'indignation » parmi plusieurs groupes à Rock in Rio III, qui aurait lieu l'année suivante, en protestant contre l'organisation, en particulier avec l'heure du spectacle, avant Deftones. Ils sont exclus en représailles, et cinq groupes brésiliens ont quitté le festival en signe de protestation (Charlie Brown Jr., Cidade Negra, Jota Quest, Raimundos et Skank),.
En novembre 2000, le batteur Marcelo Yuka aperçoit des malfaiteurs en train d'extirper une femme de sa voiture afin de la lui voler. Il tente d'interrompre ce vol en heurtant la voiture avec la sienne. Les malfaiteurs ouvrent le feu, puis s'enfuient, mais une des 5 balles qu'il reçoit le laisse paraplégique, et le force à quitter le groupe. Il est remplacé par Marcelo Lobato[réf. nécessaire]. En août 2001, le groupe sort son premier album live, Instinto Coletivo, qui contient des morceaux auxquels participent Sepultura et Asian Dub Foundation[réf. nécessaire].
Le 7 juillet 2007 O Rappa participe à l'étape brésilienne de Live Earth à Rio de Janeiro. En 2008, ils sortent l'album 7 Vezes, qui s'accompagne du premier single Monstro Invisível.
Une pause de deux ans suit entre 2009 et 2011, expliquée par les musiciens comme un besoin de repos après 15 ans sur la route. O Rappa recommence à jouer ensemble lors de concerts à la Marina da Glória le 22 octobre 2011,. Xandão déclare avoir suggéré la pause, après une confrontation avec Falcão qui a commencé lorsque le chanteur a critiqué Lobato après un concert. Pendant la pause, Falcão relance le projet Loucomotivos, avec une tournée gérée par l'homme d'affaires Ricardo Chantilly, qui a décidé de l'apporter à O Rappa et, sous Chantilly, le groupe augmente son nombre de concerts et, par la suite, son chiffre d'affaires.
En 2013, l'album Nunca Tem Fim... sort, avec des morceaux tels que Anjos (Pra Quem Tem Fé),, Fronteira (D.U.C.A.) et Auto-Reverse
Le 3 mai 2017, le groupe annonce sur Facebook qu'après la fin de la tournée en 2018, ils feront une pause « sans projet de retour »,. En novembre 2017, ils sortent le cinquième et dernier DVD de leur carrière, Marco Zero, enregistré lors de la prestation du groupe au carnaval de Recife en 2016 à Praça Rio Branco, une attraction touristique du centre historique de Recife,.

## Membres
- Marcelo Falcão – chant, guitare
- Alexandre Menezes – chœurs, guitare
- Lauro Farias – chœurs, basse
- Marcelo Lobato – batterie, percussions, chœurs, clavier

## Discographie
- 1994 : O Rappa
- 1996 : Rappa Mundi
- 1999 : Lado B Lado A
- 2001 : Instinto Coletivo (album live)
- 2003 : O Silêncio Q Precede O Esporro
- 2004 : Luau MTV
- 2005 : Acústico MTV (album live)
- 2006 : Warner 30 Anos: O Rappa (compilation)
- 2008 : 7 Vezes
- 2009 : Perfil: O Rappa (compilation)
- 2010 : Ao Vivo (album live)
- 2013 : Nunca Tem Fim...